# 诺费尔登
诺费尔登是德国萨尔州的一个市镇。总面积100.71平方公里，总人口9965人，其中男性5006人，女性4959人（2011年12月31日），人口密度99人/平方公里。